# Audi A4 I
Cet article concerne la première génération de l’Audi A4. Pour des informations générales sur l’Audi A4, consultez Audi A4.
L'Audi A4 I (B5) est la première génération de l'Audi A4 (type 8D : 8D2 pour la berline et 8D5 pour l'Avant). Elle a été présentée à l'automne 1994 en tant que successeur de l'Audi 80. Avec près de 1,7 million de véhicules produits, la familiale routière est devenue l'un des modèles les plus vendus de la marque Audi.

## Historique du modèle
Outre des proportions nettement plus arrondies, une ceinture de caisse qui monte vers l'arrière et des transitions douces entre les différentes surfaces de carrosserie, la familiale routière d'Audi, qui a été entièrement repensée à l'extérieur, s'écarte du design de l'Audi 80 des années 1980. Cela était particulièrement évident à l'arrière, avec les rétroviseurs extérieurs nouvellement conçus et la partie avant redessinée. En termes de dimensions extérieures et intérieures, l'A4 ne différait guère de l'Audi 80. Le nouveau modèle n'était que légèrement plus large, ce qui profite à la stabilité de conduite.
L'intérieur a reçu un nouveau design; les matériaux utilisés semblent plus précieux que dans l'Audi 80. Seules quelques commandes de l'A4 ressemblent à celles de l'Audi 80. L'A4 a des écarts de carrosserie plus petits que sur l'Audi 80 ; Audi a réalisé ces dimensions d'écart pour la première fois en 1990 sur l'Audi 100 C4.
Une innovation technique importante de l'A4 était l'essieu avant à quatre bras, qui est désormais de série sur toutes les voitures de tourisme d'Audi équipées d'un moteur installé longitudinalement. Cela améliore le comportement de la direction et minimise les effets des bosses de la route sur la direction. L'essieu arrière à poutre de torsion, révisé pour les modèles à traction avant, a été recalibré et est plus léger. Les véhicules à traction intégrale quattro ont reçu l'essieu arrière à double triangulation, familier, de l'Audi 80.
La première Audi A4 était basée sur la nouvelle plate-forme B5 (PL45). Cette dernière est également devenue la base de la Volkswagen Passat B5 (Type 3B), de l'Audi A6 C5 et de la Škoda Superb I. La Passat, et surtout la Superb, offraient beaucoup plus d'espace à l'arrière que l'Audi A4 en raison d'une structure différente. Cependant, les moteurs, les transmissions et l'entraînement de la Passat et de la Superb correspondaient à ceux de l'A4 B5. Le moteur de la Passat et de la Superb est également installé dans le sens de la longueur – comme celui de l'A4. Le système de traction intégrale quattro d'Audi a été adopté dans la Passat.
La gamme de moteurs proposée se composait de trois nouveaux moteurs essence à quatre cylindres et de deux moteurs essence V6, familiers, de l'Audi 100. Les moteurs quatre cylindres en ligne étaient désormais tous équipés d'une unité de contrôle du moteur Bosch - appelée Simos ou Motronic, selon le moteur - et d'une culasse à flux croisés. Une particularité était la culasse à cinq soupapes utilisée dans les deux moteurs de 1,8 l : avec deux soupapes d'échappement et trois soupapes d'admission, une courbe de performance améliorée était obtenue ainsi qu'une consommation de carburant réduite en même temps. Une autre particularité était qu'elles avaient une courroie crantée qui entraînait l'arbre à cames d'échappement, tandis qu'à l'arrière, une chaîne de distribution, qui contrôlait également le réglage de l'arbre à cames, entraînait également l'arbre à cames d'admission. Les "moteurs à 5 soupapes" étaient disponibles en tant que moteurs atmosphériques et en tant que "1,8 T" avec turbocompresseur.
À partir de l'année modèle 1996, le V6 de 2,8 litres (128 kW / 174 ch) disposait également de la technologie à cinq soupapes du moteur quatre cylindres et il avait une puissance de 142 kW (193 ch). Le moteur V6 de 2,6 l (110 kW / 150 ch), connu, de l'Audi 80 a été remplacé en 1997 par la variante 2,4 l de 121 kW (165 ch), également avec la technologie à cinq soupapes. Tous les moteurs V6, y compris les unités TDI, ont un angle de 90° entre les rangées de cylindres, ce qui indique la relation structurelle avec les moteurs V8 de l'Audi V8 dont ils sont dérivés. Cependant, à l'exception du moteur de 2,6 litres et contrairement à ces premiers moteurs V8, ils disposaient de collecteurs d'admission variables avec commande électronique des volets.

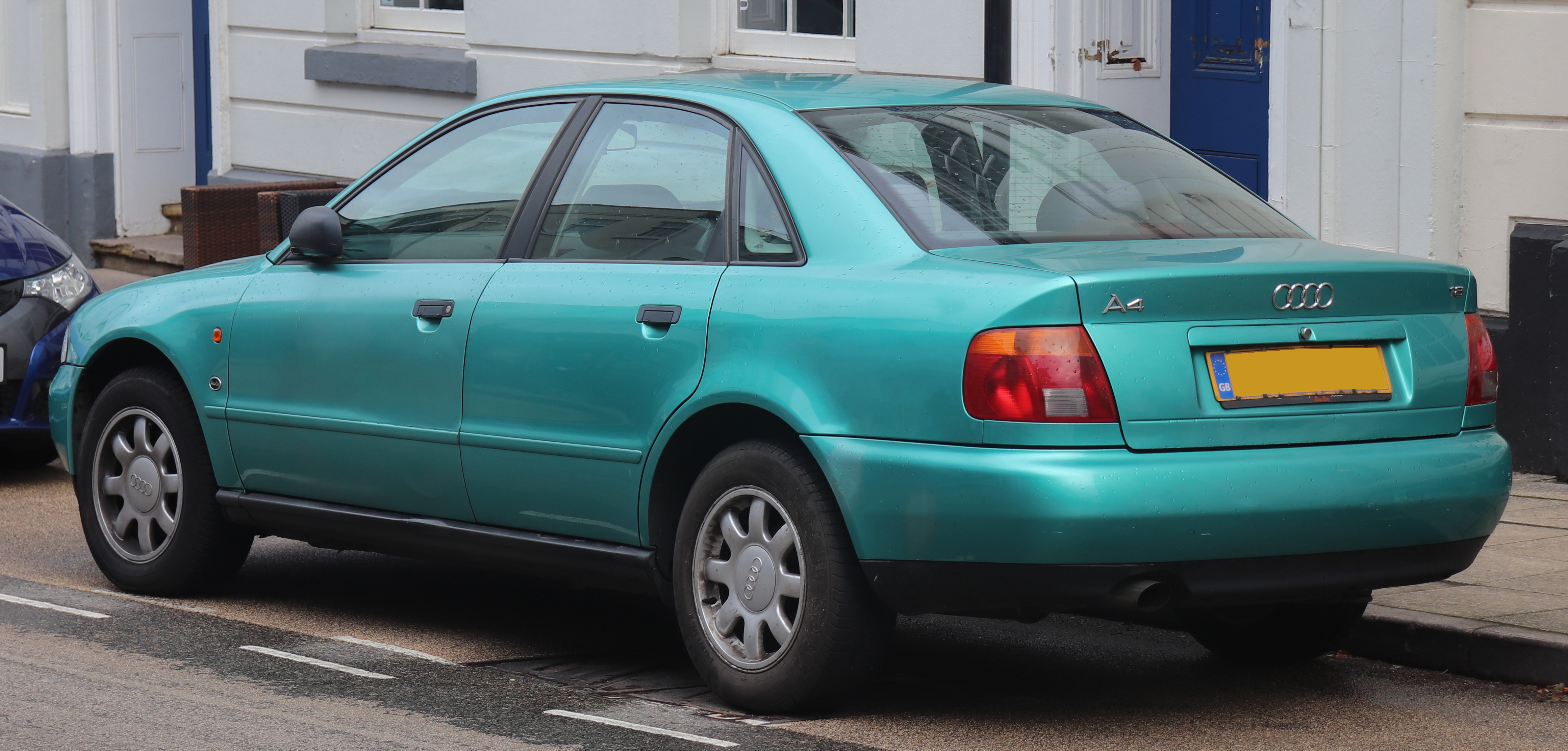
Vue arrière
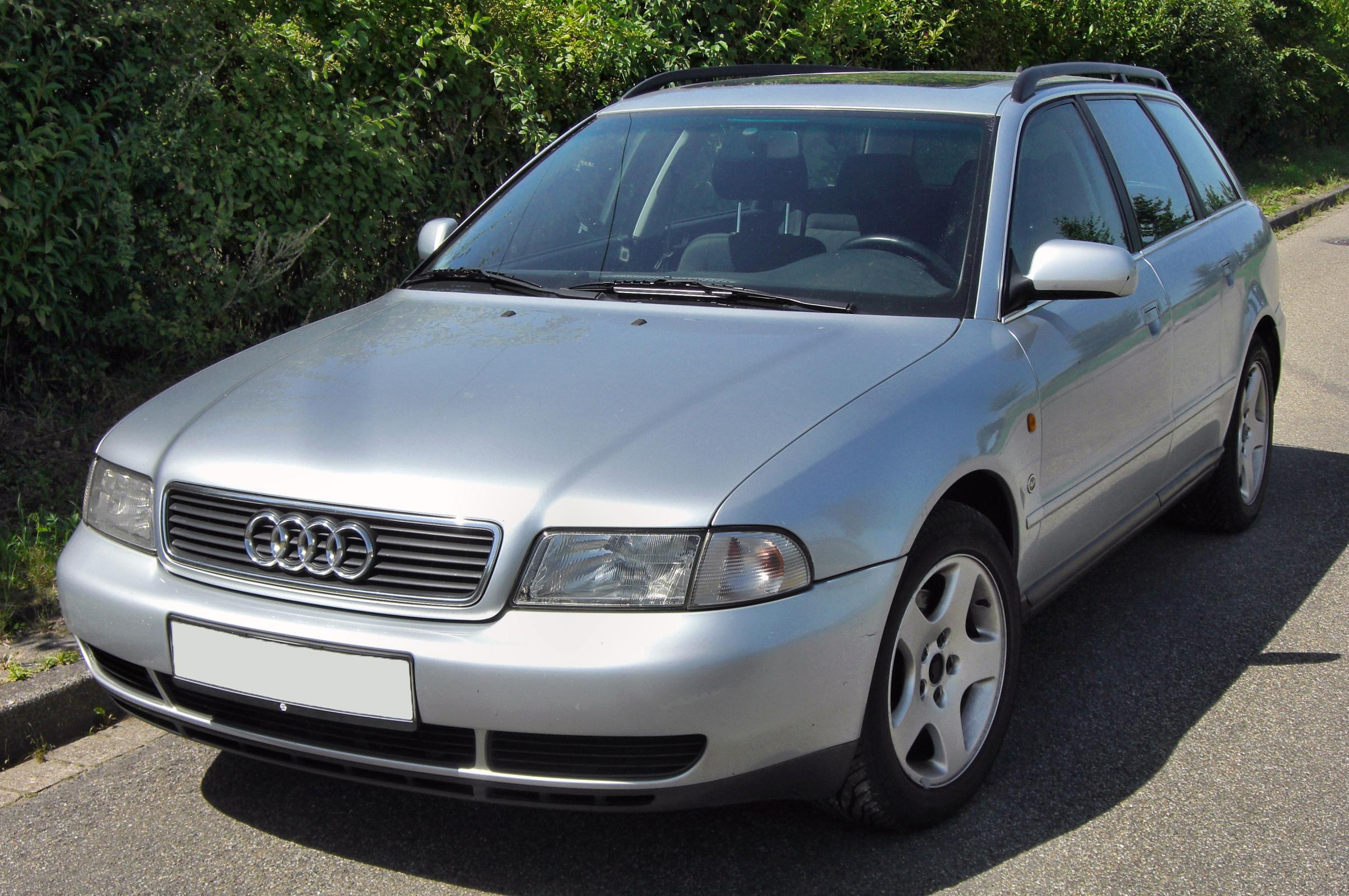
Audi A4 Avant (1996–1999)
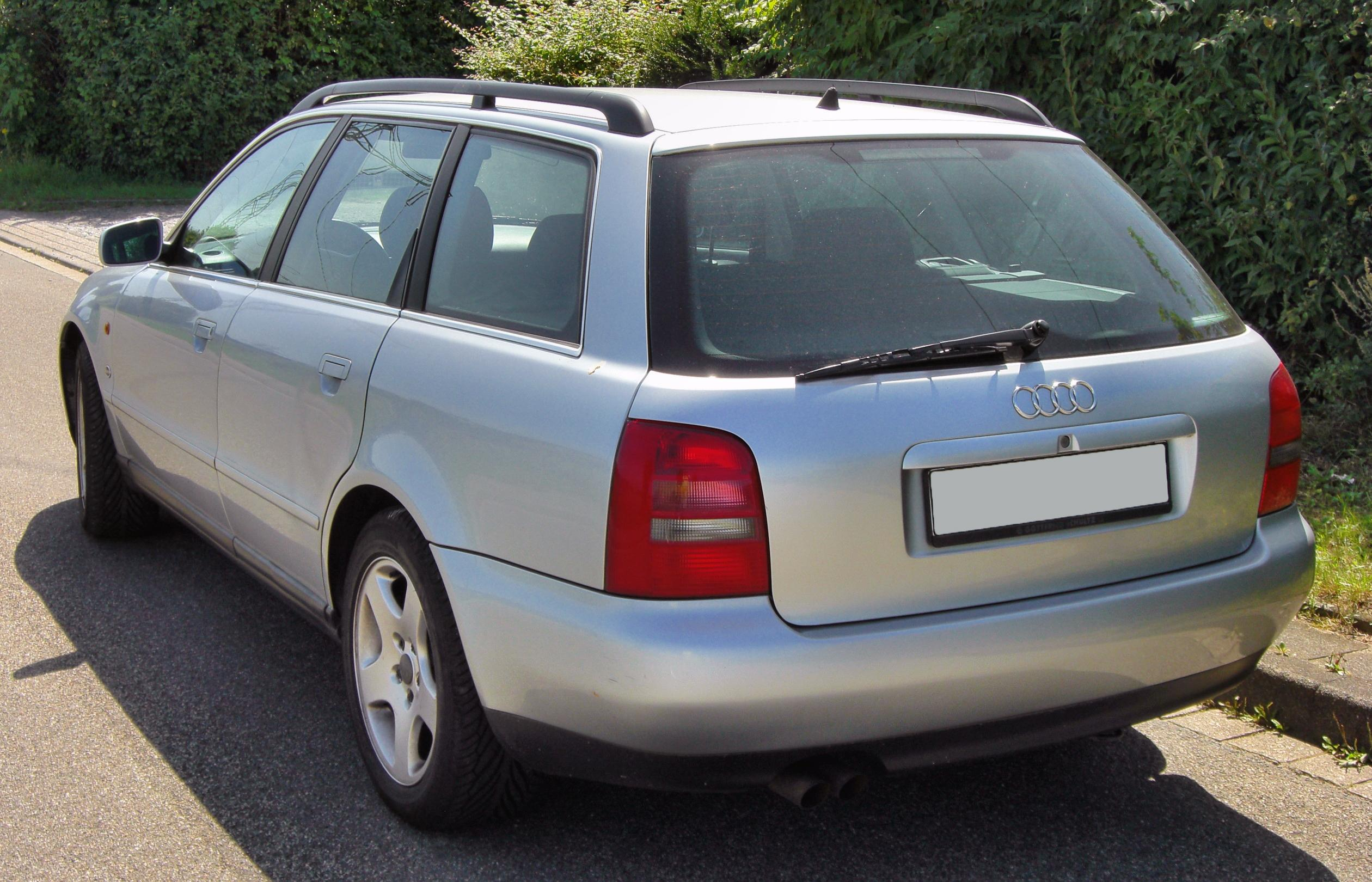
Vue arrière
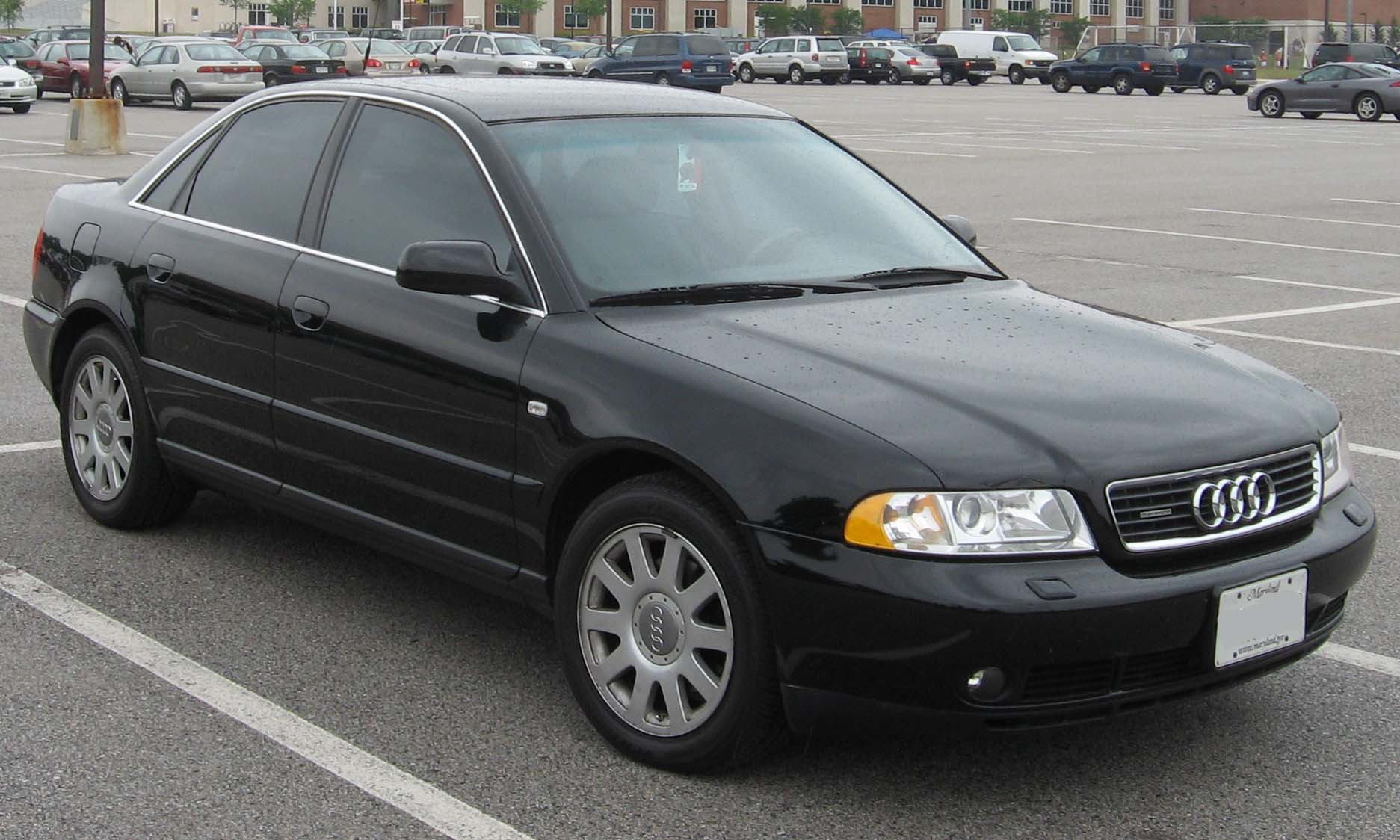
Audi A4 de spécification américaine avec lentille de clignotant ambre

## Variantes de carrosserie
L'Audi A4 est proposée en berline (quatre portes) et en break (cinq portes) sous le nom d'A4 Avant.
La variante cabriolet de l'Audi 80 a continué à être construite en parallèle avec l'Audi A4 jusqu'à l'été 2000. Les variantes sportives du modèle précédent (S2 et RS2) ont été produites jusqu'à fin 1995. L'A4 B5 Avant a également été introduit avec un retard par rapport à la berline et n'a remplacé l'Audi 80 Avant qu'en début 1996.

## Temps de construction
- Berline : De novembre 1994 à octobre 2000
- Break : De janvier 1996 à septembre 2001

Au cours de la période de construction de six ans de la B5, 1 680 989 véhicules sont sortis de la chaîne de montage, dont environ 510 720 étaient des modèles Avant (correspondant à une part de 30,4 %).
Pour le marché chinois, FAW-Volkswagen a produit l'Audi A4 B5 de 1998 à 2003 en tant que successeur de l'Audi 100 C3.

## Lifting
Pendant sa période de construction, la B5 a subie quelques modifications techniques et visuelles. En août 1996, le design des feux arrière de la berline a été modifiée. Les clés sont passées de la technologie de profil de piste extérieure à la technologie de profil de piste intérieure. Cela peut être vu à partir de la fente verticale dans le barillet de serrure. Des protections ont été ajoutées aux portes au-dessus des seuils. Les véhicules équipés d'une télécommande pour le verrouillage centralisé utilisent désormais la radio au lieu de la lumière infrarouge pour l'actionnement. Le verrouillage centralisé a reçu de série un interrupteur de commande dans la porte du conducteur, et le système de chauffage et de ventilation manuel a reçu une recirculation d'air.
Début 1997, l'équipement de sécurité a été complété par des airbags latéraux de série (disponibles à partir de septembre 1996 moyennant un supplément). Vers mi-1997, le logo Audi a été retiré de l'aile inférieure sur les deux variantes de carrosserie. Le groupe d'instrumentations a reçu une conception modifiée avec un éclairage à LED, reconnaissable à la mise à l'échelle non linéaire du compteur de vitesse. Un volant à 4 branches, visuellement révisé, a également été introduit. À l'automne 1997, le moteur V6 TDI de 2,5 litres issu de l'Audi A6 C5 présentée la même année est proposé pour la première fois dans l'A4.
Début 1999, le véritable lifting de la B5 est apparu. En interne, cela était appelé une « mise à niveau majeure du produit » (« MAJM » ou « MAJMP »), comme il est d'usage dans toutes les sociétés du groupe Volkswagen.
Modifications techniques majeures :
- Introduction de la technologie du moteur diesel pompe-injecteur avec un nouveau quatre cylindres de 1,9 litre développant 85 kW (115 ch)
- Interrupteur magnétique pour ouvrir le couvercle du coffre
- Bus de données CAN depuis juillet 1999

Caractéristiques de changement visuel les plus frappantes :
- Phares au look modifié, avec, en option, lampe à décharge de gaz au xénon (uniquement pour les feux de croisement)
- Phares antibrouillard dans le pare-chocs
- Feux arrière avec feux de recul blanc clair
- Nouveau design de la console centrale et du panneau de commande de climatisation
- Nouveau design des poignées de porte extérieures, des clignotants latéraux devant le montant A dans l'aile, du couvercle du coffre (seulement pour la berline) et du pare-chocs (avec maintenant un léger bourrelet)
- Les gicleurs d'essuie-glace ne sont plus sur le capot
- Passage à l'éclairage blanc du compteur (à partir de juillet 1999)

Le châssis et le renfort de caisse ont également été revus. Avec l'introduction du bus CAN pour le lifting, l'ESP a également trouvé sa place dans la familiale routière d'Audi. L'équipement de sécurité pouvait être complété par le système de protection latérale pour les sièges avant et arrière moyennant un supplément (de série sur les modèles sportifs S4 et RS4).

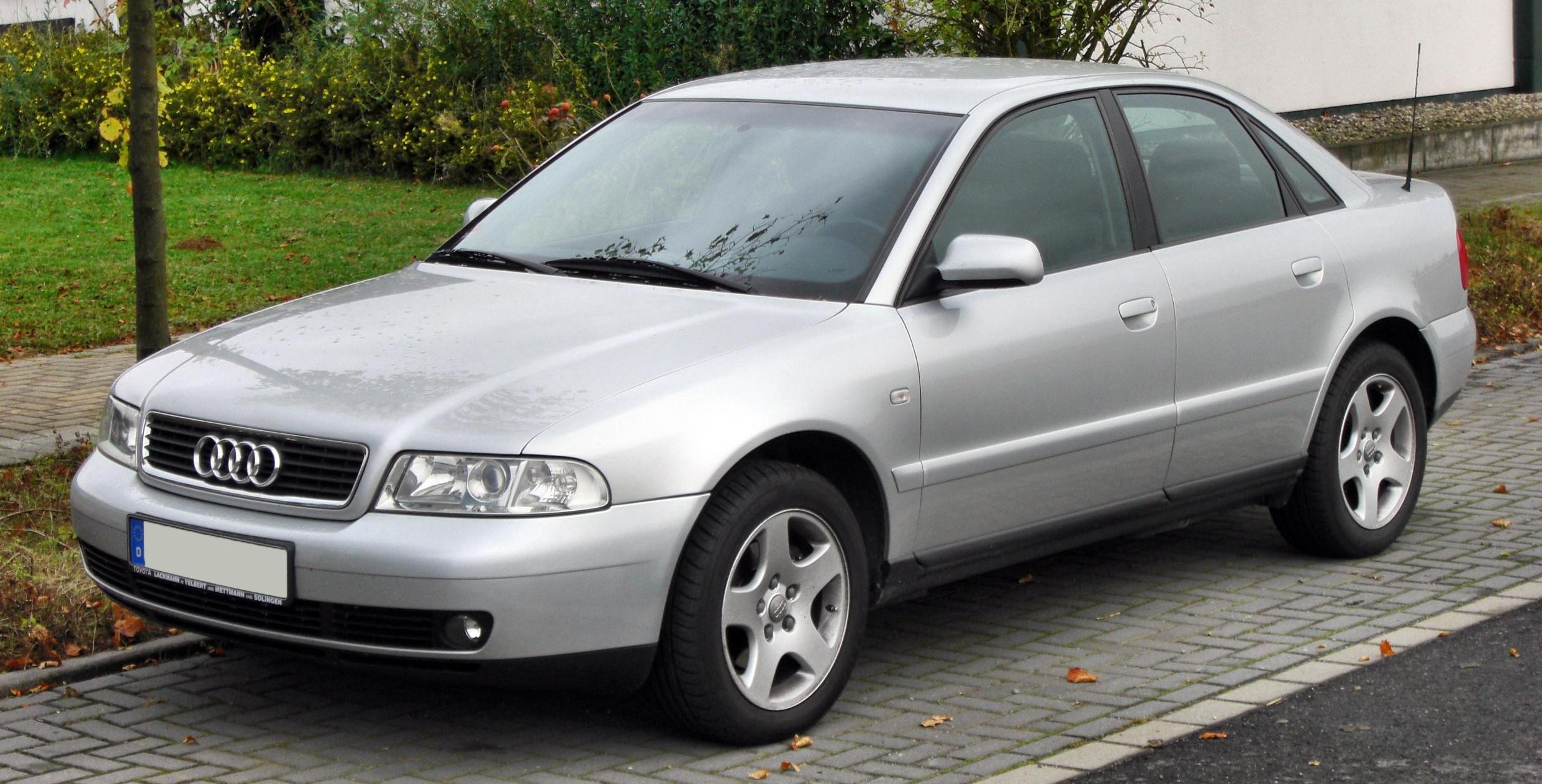
Audi A4 berline (1999–2000)
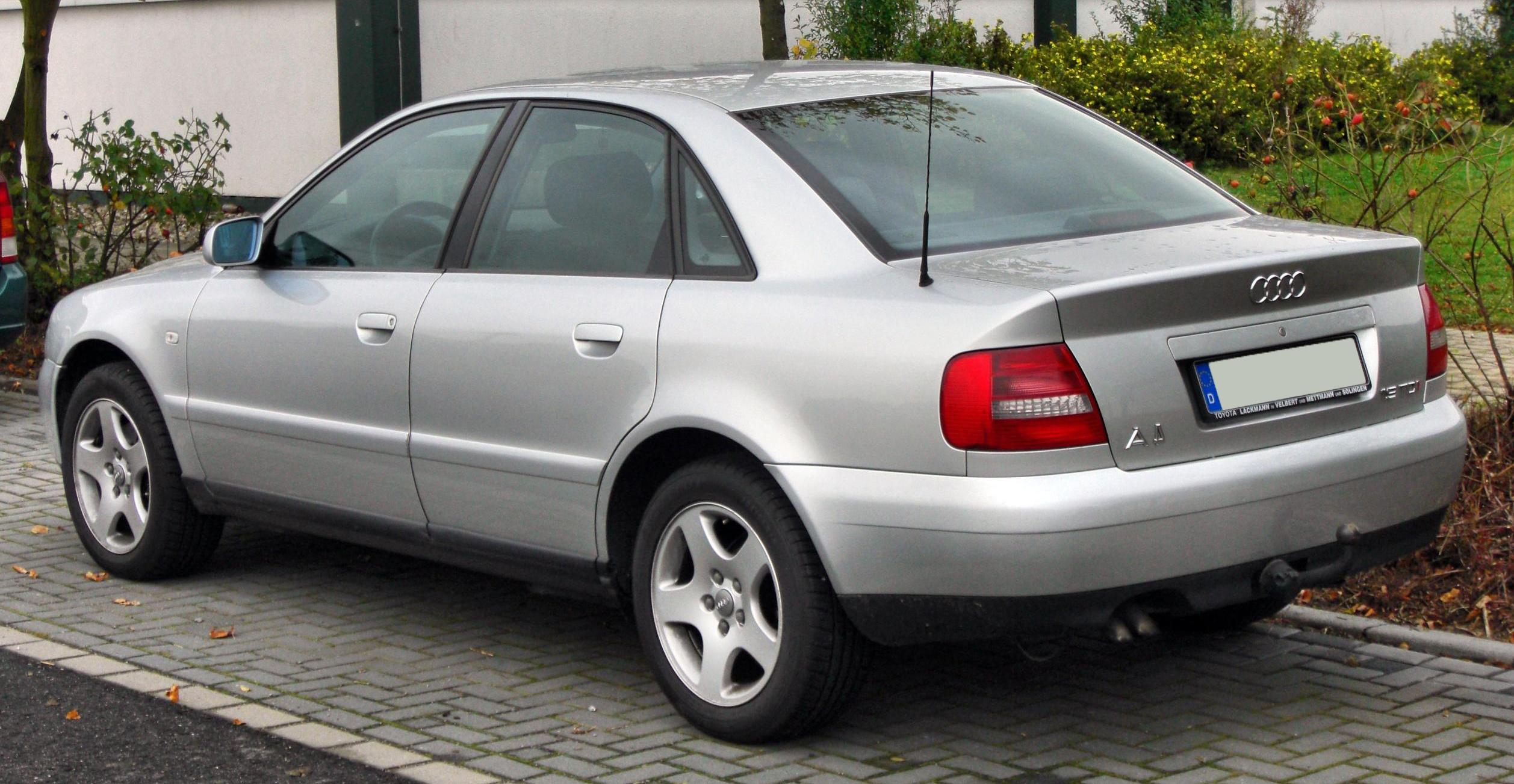
Vue arrière
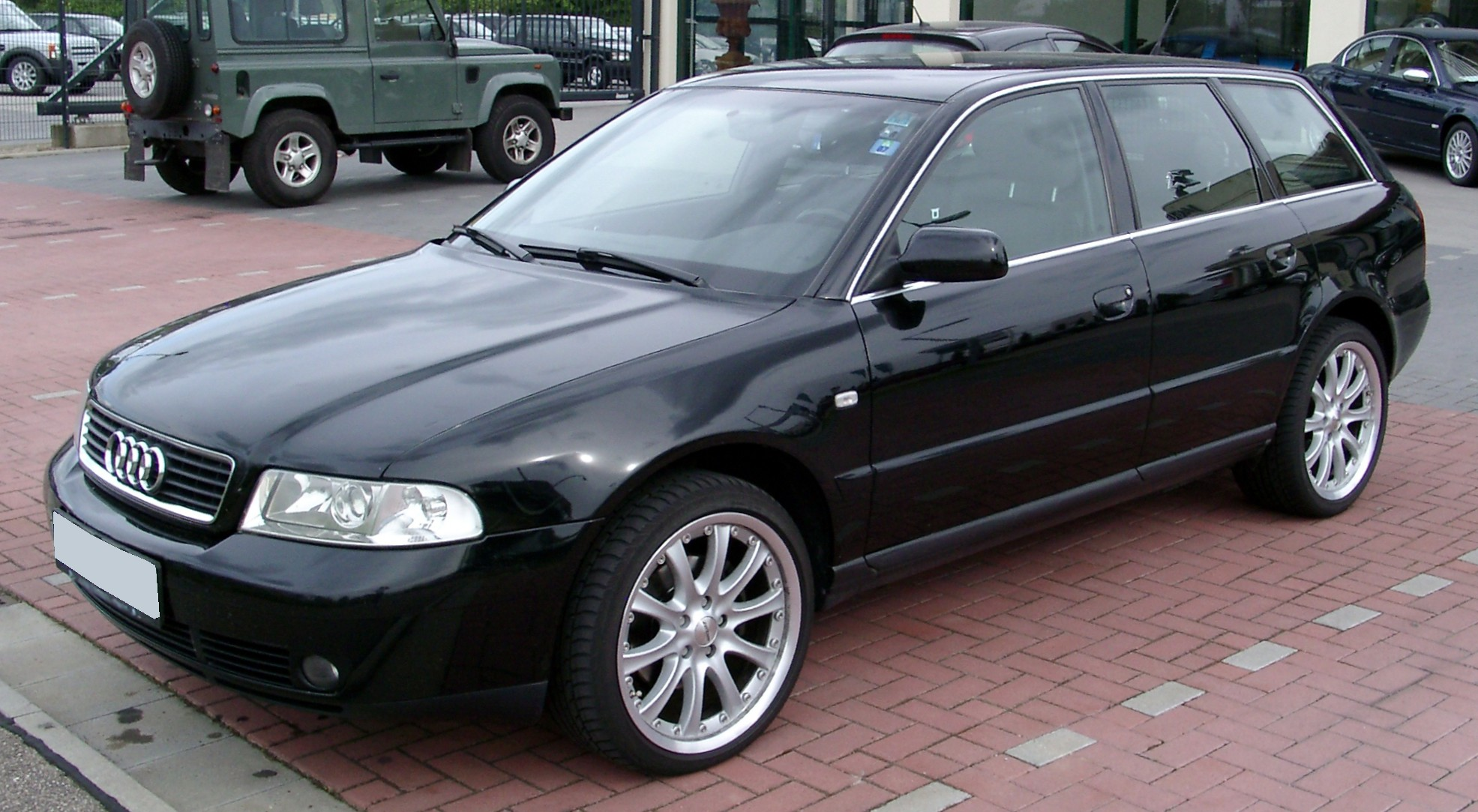
Audi A4 Avant (1999–2001)
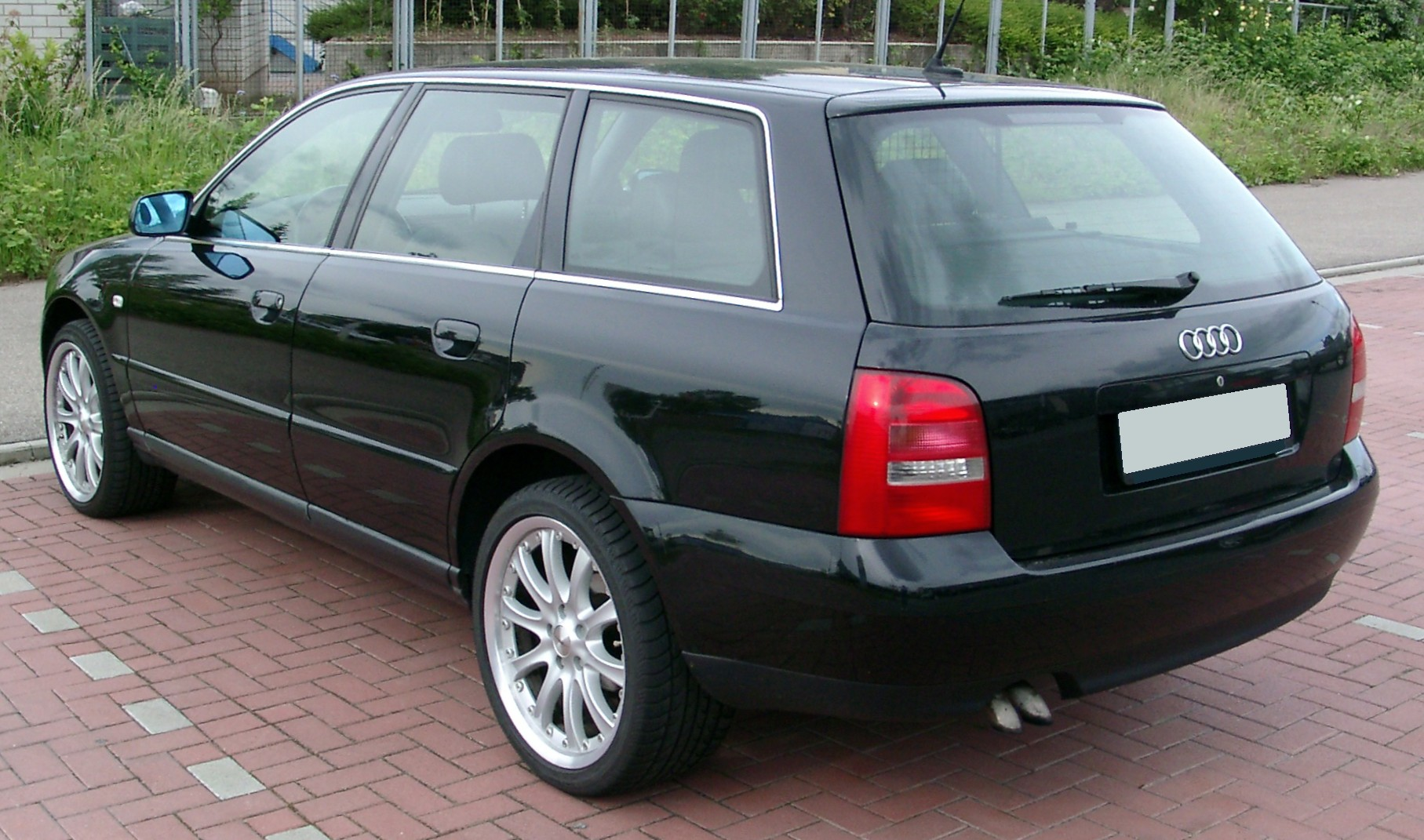
Vue arrière

## Variantes du modèle
En tant que variante plus sportive et performante de la B5, le modèle S4 de 195 kW (265 ch) a été proposé à partir de septembre 1997 et le break RS4 Avant de 280 kW (380 ch) à partir de juin 2000. Les deux modèles tirent leur puissance d'un moteur V6 de 2,7 l à double turbocompresseur (biturbo).
En plus de nettement plus de puissance, ces variantes se démarquent des modèles de série avec un look différent. Par exemple, la conception des pare-chocs a été modifiée. Comme les jupes latérales, celles-ci sont peintes de série de couleur carrosserie.
L'exclusif RS4 Avant, qui n'a été produit qu'à la fin de la période de construction de la B5, se distingue principalement par son look plus large et ses rétroviseurs en aluminium mat-brillant. En septembre 2001, seuls 6 030 exemplaires avaient été construits.

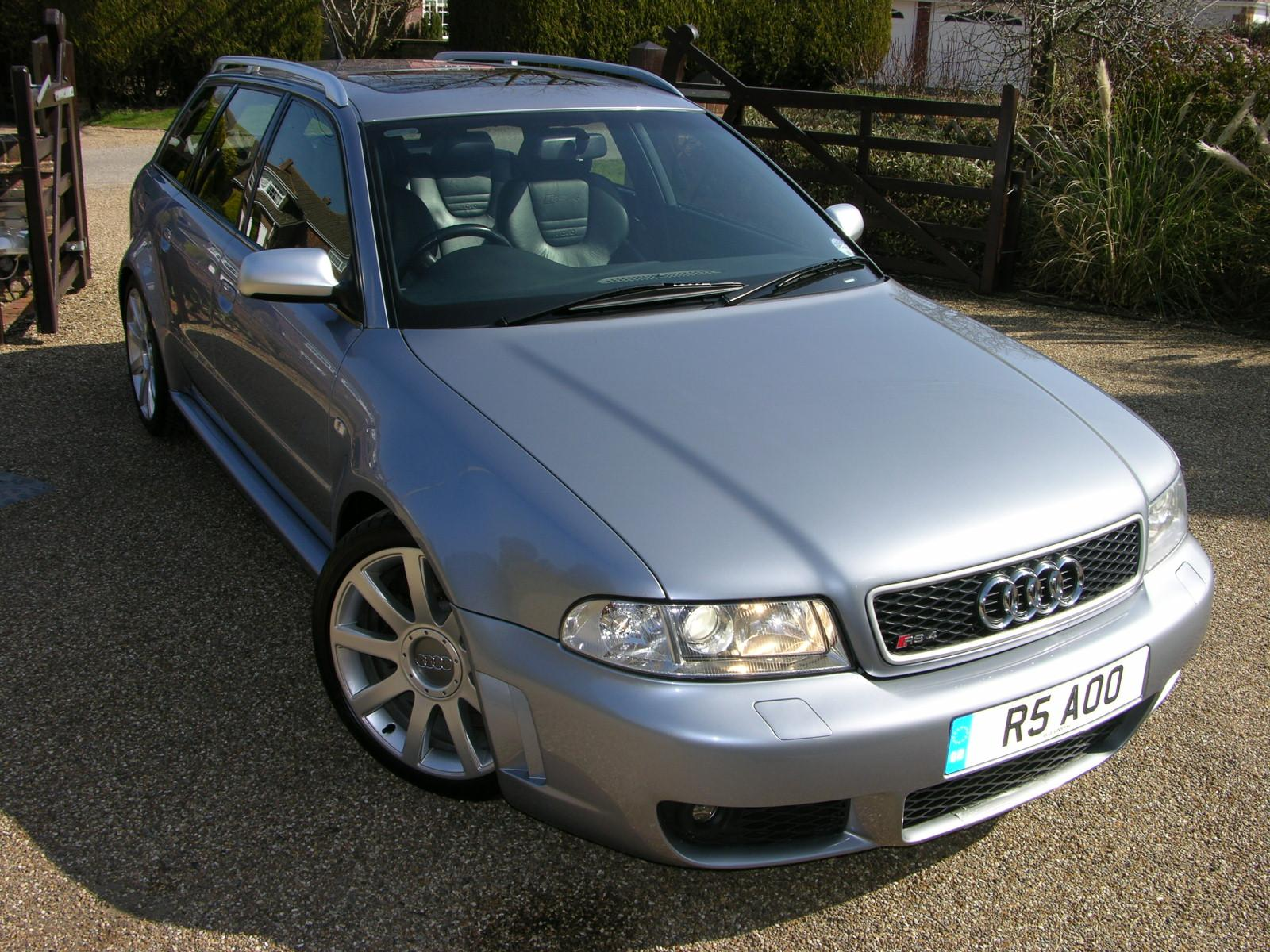
Audi RS4 Avant
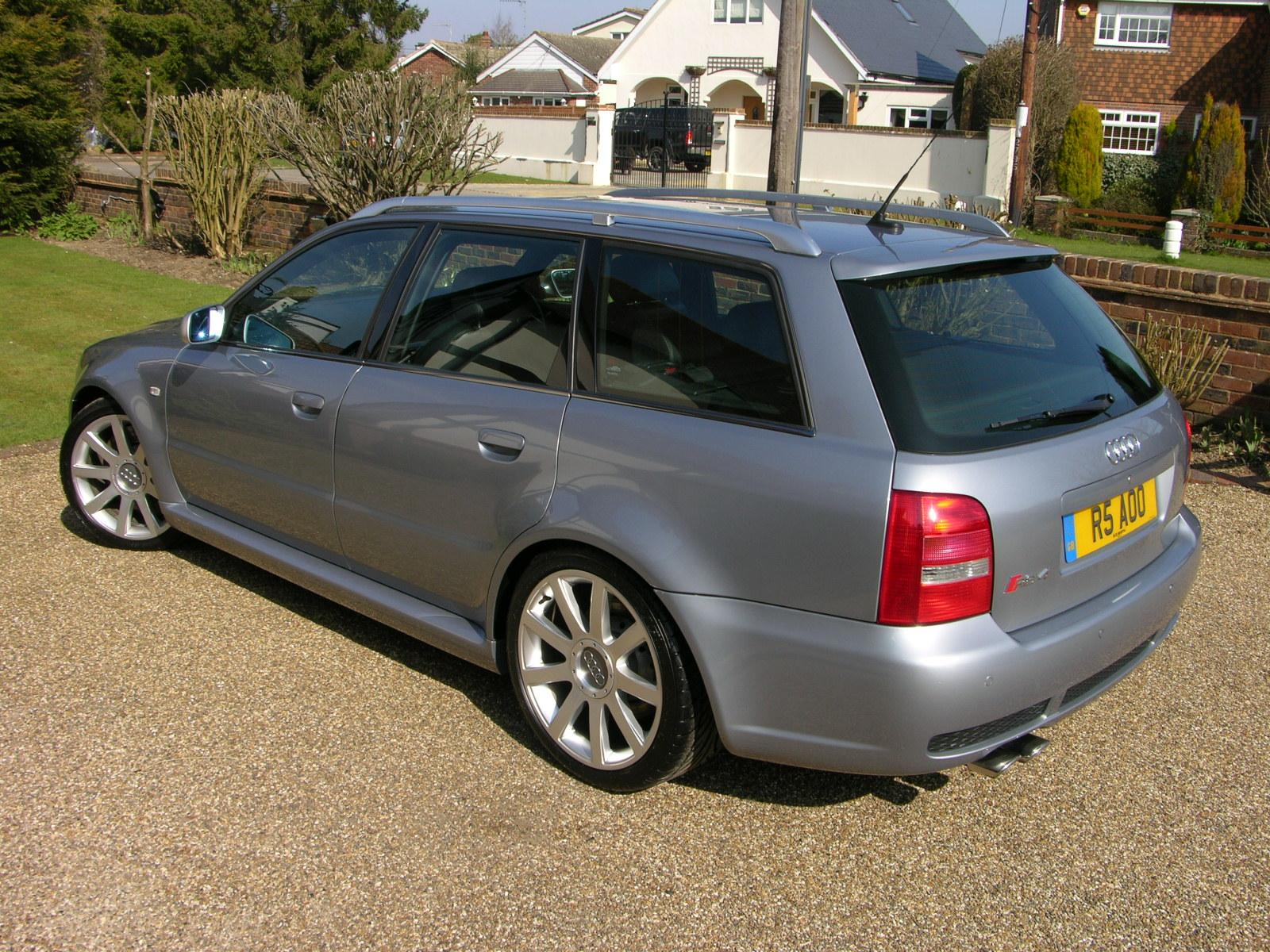
Vue arrière
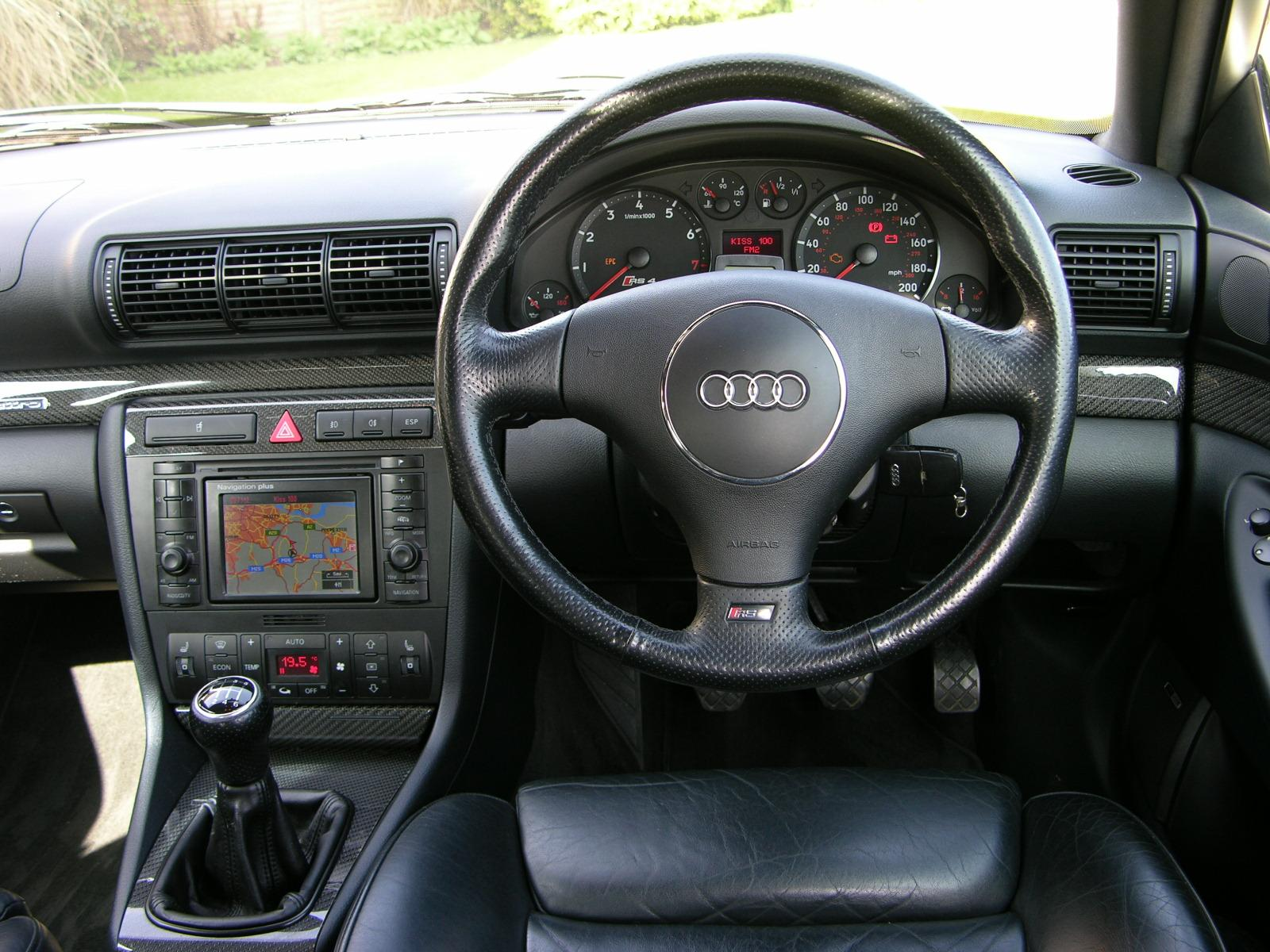
Intérieur